# Monoblemma muchmorei
Monoblemma muchmorei är en spindelart som beskrevs av Shear 1978. Monoblemma muchmorei ingår i släktet Monoblemma och familjen Tetrablemmidae. Inga underarter finns listade i Catalogue of Life.